# Vespa luctuosa
Vespa luctuosa ist eine Hornissenart, die endemisch auf den Philippinen vorkommt. Die Nominatform ist Vespa luctuosa luctuosa (hauptsächlich auf der Insel Luzon heimisch). Andere bekannte Unterarten sind Vespa luctuosa luzonensis (hauptsächlich auf den Visayas, einschließlich der Insel Leyte und der Insel Samar heimisch) und Vespa luctuosa negrosensis (auf der Insel Negros heimisch). Vespa luctuosa ist für ihr starkes Gift bekannt.

## Eigenschaften des Giftes
Das Gift von Vespa luctuosa hat die höchste aufgezeichnete Toxizität für Mäuse im Vergleich zu allen getesteten Wespenspezies. Die LD50 des Gifts beträgt 1,6 mg/kg. Die Toxizität (gemessen an Mäusen) pro Gewichtseinheit des Gifts von Vespa luctuosa ist höher als die der größeren Asiatischen Riesenhornisse (Vespa mandarinia), deren LD50 4,0 mg/kg beträgt, aber für viel mehr menschliche Todesfälle verantwortlich ist als Vespa luctuosa, aufgrund des erheblich größeren Volumens an Gift, das pro Stich injiziert wird.
Neben der Tatsache, dass sie die giftigste bekannte Wespe ist, hat Vespa luctuosa auch eine der höchsten Toxizitäten aller bekannten Insektengifte. Nur das Gift von Ernteameisen aus der Gattung Pogonomyrmex (insbesondere Pogonomyrmex maricopa; ist allerdings mehr als 10-mal giftiger) sowie der unverwandten Ameisenart Ectatomma tuberculatum gelten als noch giftiger.
Zusätzlich zu Schmerzen an der Stichstelle können Symptome einer schweren „Envenomierung“ durch Vespa luctuosa Krampfanfälle, Zyanose und Hämaturie umfassen.

## Nester
Vespa luctuosa baut hängende Nester in Bäumen und Büschen. Sie baut nur selten Nester in menschlichen Strukturen und Wohnstätten. Die Nester, die von Vespa luctuosa gebaut werden, sind in der Regel zu Beginn ihrer Konstruktion kugelförmig. Nachdem die Nester an Größe zugenommen haben, neigen sie dazu, eine längliche, vertikale Ausrichtung anzunehmen.